# ラウル・ランディーニ
ラウル・ランディーニ（Raúl Landini、1909年7月14日 - 1988年9月29日）は、アルゼンチンのボクサー。1928年に行われたアムステルダムオリンピックのウェルター級に出場、決勝まで勝ち進んだがテッド・モーガンに敗れて銀メダルを獲得している。